# Wheeling Nailers
Wheeling Nailers – amerykański klub hokejowy z siedzibą w Wheeling. Występuje w East Coast Hockey League.
Klub został założony w 1981 roku. Swoje mecze rozgrywa na WesBanco Arena.
Klub jest filią zespołu NHL - Montreal Canadiens, klubu AHL – Hamilton Bulldogs. Jednocześnie współpracuje z Pittsburgh Penguins i Wilkes-Barre/Scranton Penguins, oraz klubu SPHL – Richmond Renegades.